# تام آلدرسون
تام آلدرسون (انگلیسی: Tom Alderson؛ 1909 – ۱۹۶۲ (۵۲−۵۳ سال)) بازیکن فوتبال اهل بریتانیا بود.
از باشگاه‌هایی که در آن بازی کرده‌است می‌توان به باشگاه فوتبال لیدز یونایتد، باشگاه فوتبال دارلینگتون، باشگاه فوتبال لوتون تاون، باشگاه فوتبال هادرزفیلد تاون، و باشگاه فوتبال برادفورد سیتی اشاره کرد.